# The Drift
The Drift è il tredicesimo album in studio del cantautore statunitense Scott Walker. Distribuito l'8 maggio 2006 dall'etichetta discografica 4AD, ha raggiunto la posizione numero 51 della Official Albums Chart. Non ne sono stati estratti singoli e si tratta della prima pubblicazione del cantante dopo undici anni di silenzio (se si esclude la colonna sonora del film Pola X di Leos Carax), e soltanto la terza dallo scioglimento dei The Walker Brothers nel 1978.
Walker realizzò lentamente tutti i brani durante il decennio che seguì il rilascio di Tilt, iniziando con Cue (la prima composizione lunga ad essere poi completata). Una prima versione di Buzzers era già stata presentata al festival Meltdown il 17 giugno 2000 con il titolo Thimble Rigging. Le sessioni di registrazione durarono 17 mesi ed avvennero presso i Metropolis Studios a Chiswick, Londra, con un'orchestra registrata in un giorno presso gli AIR Studios di George Martin a Hampstead, sempre a Londra. Lodato dalla critica, l'album è stato pubblicato come LP e CD nel maggio 2006. L'artwork per la copertina è stato ideato da Vaughan Oliver alla v23 con l'assistenza di Chris Bigg e la fotografia di Marc Atkins.

## Il disco
The Drift è, come già accennato, il primo album in studio costituito da materiale originale da Tilt del 1995, col quale tra l'altro forma una "trilogia" che si concluderà nel 2012 con Bish Bosch. Negli anni trascorsi tra le due opere, Walker realizzò sia alcuni strumentali per la colonna sonora di Pola X e altri pezzi per film, come una cover di I Threw It All Away di Bob Dylan per To Have & to Hold (diretto da John Hillcoat) e Only Myself to Blame per Il mondo non basta, e sia svariate antologie di materiale già edito, tra cui il box set 5 Easy Pieces.
The Drift è stato citato da molti critici e fan come un'opera inquietante e complessa che si discosta dagli album precedenti del cantante pur rimanendo fedele alle sue radici sperimentali. L'interprete francese Vanessa Contenay-Quinones appare nel ruolo di Clara Petacci su Clara.
Il sound ed il soggetto tematico sono inesorabilmente oscuri e spaventosi e sono spesso resi giustapponendo sezioni silenziose con rumori improvvisi per indurre disagio nell'ascoltatore. Temi trattati sono la tortura, la malattia, l'11 settembre 2001, Elvis Presley (e il suo gemello nato morto, Jesse Garon Presley), ed il massacro di Srebrenica.
| Recensione      | Giudizio                  |
| --------------- | ------------------------- |
| AllMusic        | 1                         |
| Brainwashed     | Favorevole 3 maggio 2006  |
| Telegraph       | Favorevole 6 maggio 2006  |
| The Guardian    | 5 maggio 2006             |
| The Independent | 5 maggio 2006             |
| Mojo            | p.102, #151               |
| musicOMH        | Maggio 2006 2006          |
| New York        | Favorevole 8 maggio 2006  |
| The Observer    | 23 aprile 2006            |
| Pitchfork       | 9.0/10 9 maggio 2006      |
| PlayLouder      | 15 maggio 2006            |
| PopMatters      | 10 maggio 2006            |
| The Times       | 6 maggio 2006             |
| Uncut           | Favorevole 10 maggio 2006 |
| Yahoo! Music    | 15 maggio 2006            |

## Lista delle tracce
Testi e musiche di Scott Walker, ad eccezione di Psoriatic (Scott Walker/Bob Carleton).
1. Cossacks Are – 4:32
2. Clara – 12:43
3. Jesse – 6:28
4. Jolson and Jones – 7:45
5. Cue – 10:27
6. Hand Me Ups – 5:49
7. Buzzers – 6:39
8. Psoriatic – 5:51
9. The Escape – 5:18
10. A Lover Loves – 3:11

## Formazione
- Scott Walker – voce, chitarra, harmonica, sassofono, trattamento del suono
- Ian Thomas – batteria
- Mark Warman – tastiere, orchestrazione, conduzione orchestrale, percussioni, legni, trattamento del suono
- Philip Sheppard – orchestrazione, conduzione orchestrale, violoncello
- Alasdair Malloy – percussioni, batteria
- John Giblin – basso elettrico
- Steve Pearce – basso elettrico
- Peter Walsh – trattamento del suono, sitar elettrica, percussioni
- Andrew Cronshaw – legni, concertina
- James Stevenson – chitarra
- Brian Gascoigne – tastiere, trattamento del suono
- Thomas Bowes – violino
- Vanessa Contenay-Quinones – voce
- Beverly Foster – voce
- Pete Long – sassofono
- Rohan Onraet – percussioni
- Lucy Painter – voce
- Rebecca Painter – voce
- Ralph Warman – voce
- Derek Watkins – flicorno soprano